# Perman-Rovsings tecken
Perman-Rovsings tecken, alternativt Permans tecken respektive Rovsings tecken, är ett medicinskt fynd som indikerar förekomst av appendicit. Perman-Rovsings tecken fastställs genom att man palperar (trycker och känner på) sidan av magen ovanför höftbenet.
Perman-Rovsings tecken har fått sitt namn av två närbesläktade tecken, som båda indikerar förekomst av appendicit:
- Permans tecken som innebär ömhet på höger sida av buken vid palpation över vänster fossa iliaca (indirekt ömhet). Permans tecken har fått namn av den svenske kirurgen Emil Perman.[1]
- Rovsings tecken som innebär ömhet vid snabbt släpp efter tryck i buken (indirekt släppömhet). Rovsings tecken har fått sitt namn efter den danske kirurgen Thorkild Rovsing. [2]